# Mallodon
Mallodon is een kevergeslacht uit de familie van de boktorren (Cerambycidae). De wetenschappelijke naam van het geslacht werd voor het eerst geldig gepubliceerd in 1830 door Lacordaire.

## Soorten
Mallodon omvat de volgende soorten:
- Mallodon arabicum Buquet, 1843
- Mallodon baiulus Erichson, 1847
- Mallodon chevrolatii Thomson, 1867
- Mallodon columbianum Thomson, 1867
- Mallodon dasystomum (Say, 1824)
- Mallodon downesii Hope, 1843
- Mallodon linsleyi Fragoso & Monné, 1995
- Mallodon spinibarbe (Linnaeus, 1758)
- Mallodon vermiculatum Hovore & Santos-Silva, 2004